# ГАЕС Вільям Джайанеллі
ГАЕС Вільям Джайанеллі — гідроакумулювальна електростанція у штаті Каліфорнія (Сполучені Штати Америки). Використовує ресурс із Каліфорнійського акведука, котрий постачає на південь воду зі спільної дельти річок Сакраменто та Сан-Хоакін, які впадають до затоки Сан-Франциско.
Від водозабору траса акведука прямує попід східним схилом Берегових хребтів, перетинаючи русла потоків, що стікають з нього в долину Сан-Хоакін. Одним з них є Сан-Луїс-Крік, на якому по виході на рівнину створене водосховище O'Neill. Зведена тут земляна гребля має висоту 27 метрів, довжину 4359 метрів та утримує резервуар з площею поверхні 9,1 км2 та об’ємом 69,6 млн м3, в якому можливе коливання рівня між позначками 59 та 69 метрів НРМ. Окрім акведука, обмінюватись ресурсом зі сховищем O'Neill може канал Дельта — Мендота, котрий транспортує воду з тієї ж дельти Сакраменто для зрошення земель у південній частині Центральної долини.
Вище по течії Сан-Луїс-Крік зведена значно більша земляна гребля B.F. Sisk висотою 116 метрів та довжиною 5669 метрів, яка потребувала 59,4 млн м3 матеріалу. Вона перекриває широкий вихід з міжгірської котловини, котру перетворили на водосховище Сан-Луїс з площею поверхні 51 км2 та об’ємом 2518 млн м3, в якому можливе коливання рівня між позначками 83 і 166 метрів НРМ. Резервуар виконує важливу роль у створенні запасу води, котру за необхідності випускають до системи.
Заповнення сховища Сан-Луїс відбувається за допомогою восьми оборотних турбін типу Френсіс потужністю в насосному режимі 51,5 МВт. При зростанні попиту на воду (передусім для іригаційних потреб), вона вивільняється через гідроагрегати, які в генераторному режимі мають потужність по 53 МВт. Система працює з напором до 98 метрів. В 2017 році тут виробили 201 млн кВт-год електроенергії.
Зв’язок з енергосистемою відбувається по ЛЕП, розрахованій на роботу під напругою 230 кВ.